# Carlos Mendes Gomes
Carlos Mendes Gomes (Dakar, Senegal, 14 de noviembre de 1998) es un futbolista bisauguineano que juega como delantero en el Bolton Wanderers F. C. de la League One.

## Trayectoria
Nació en Dakar, pero a los dos años viajó junto a su familia a Lanzarote. En 2012 se enroló en la cantera del Getafe C. F., donde estuvo una temporada antes de recalar en las y después del Atlético de Madrid.
Más tarde, tras su padre encontrar trabajo en Salford, Mánchester, firmó por el West Didsbury & Chorlton A. F. C., club semiprofesional que militaba en la novena categoría.
En mayo de 2018 fichó por el Morecambe F. C. Al término de la temporada 2020-21 logró el ascenso a la League One contribuyendo con 16 goles, uno de ellos en la final del playoff.  Sin embargo, dio un salto aun mayor fichando el 26 de junio de 2021 por el Luton Town F. C., equipo que jugaba en la EFL Championship. Con este equipo disputó catorce encuentros antes de ser cedido al Fleetwood Town F. C. en agosto de 2022. Durante su estancia en este club, el Luton Town F. C. ascendió a la Premier League, pero no se quedó a vivir la experiencia ya que fue traspasado al Bolton Wanderers F. C.

## Clubes
| Club                              | País       | Año       |
| --------------------------------- | ---------- | --------- |
| West Didsbury & Chorlton A. F. C. | Inglaterra | 2016-2018 |
| Morecambe F. C.                   | Inglaterra | 2018-2021 |
| Luton Town F. C.                  | Inglaterra | 2021-2023 |
| Fleetwood Town F. C. (cedido)     | Inglaterra | 2022-2023 |
| Bolton Wanderers F. C.            | Inglaterra | 2023-     |